# Géorgie aux Jeux européens de 2015
La Géorgie était présente aux Jeux européens de 2015, la première édition des Jeux européens, organisée à Bakou, en Azerbaïdjan.

## Médailles
| Sport                   | Discipline                        | Athlète(s) | Performance | Date    |
| Médailles d'or : 2      |                                   | |             |         |
| Judo                    | Hommes - Moins de 81 kg           | Avtandil Tchrikishvili |             | 26 juin |
| Judo                    | Hommes - Plus de 100 kg           | Adam Okruashvili |             | 27 juin |
| Médailles d'argent : 6  |                                   | |             |         |
| Judo                    | Hommes - Moins de 73 kg           | Nugzar Tatalashvili |             | 26 juin |
| Judo                    | Hommes - Moins de 90 kg           | Varlam Liparteliani |             | 27 juin |
| Judo                    | Hommes - Équipe                   | Beka Gviniashvili Varlam Liparteliani Ushangi Margiani Levani Matiashvili Adam Okruashvili Amiran Papinashvili Lasha Shavdatuashvili Nugzar Tatalashvili Avtandil Tchrikishvili |             | 28 juin |
| Lutte                   | Hommes - Libres - Moins de 97 kg  | Elizbar Odikadze |             | 17 juin |
| Lutte                   | Hommes - Libres - Moins de 61 kg  | Beka Lomtadze |             | 18 juin |
| Tir à l'arc             | Équipe Mixte                      | Khatuna Narimanidze Lasha Pkhakadze |             | 17 juin |
| Médailles de bronze : 8 |                                   | |             |         |
| Gymnastique             | Femmes- Ruban                     | Salomé Pazhava |             | 21 juin |
| Judo                    | Hommes - Moins de 60 kg           | Amiran Papinashvili |             | 25 juin |
| Lutte                   | Hommes - Libres - Moins de 74 kg  | Kvelashvili |             | 17 juin |
| Lutte                   | Hommes - Libres - Moins de 86 kg  | Aminashvili |             | 18 juin |
| Lutte                   | Hommes - Libres - Moins de 125 kg | Petriashvili |             | 18 juin |
| Sambo                   | Hommes - Moins de 57 kg           | Vakhtangi Chidrashvili |             | 22 juin |
| Sambo                   | Hommes - Moins de 74 kg           | Kakha Mamulashvili |             | 22 juin |
| Sambo                   | Hommes - Moins de 90 kg           | Davit Karbelashvili |             | 22 juin |